# Coronat (motocicleta)
Coronat fou una marca mallorquina de motocicletes, fabricades a Inca per Jaume Llobera el 1955.

## Característiques

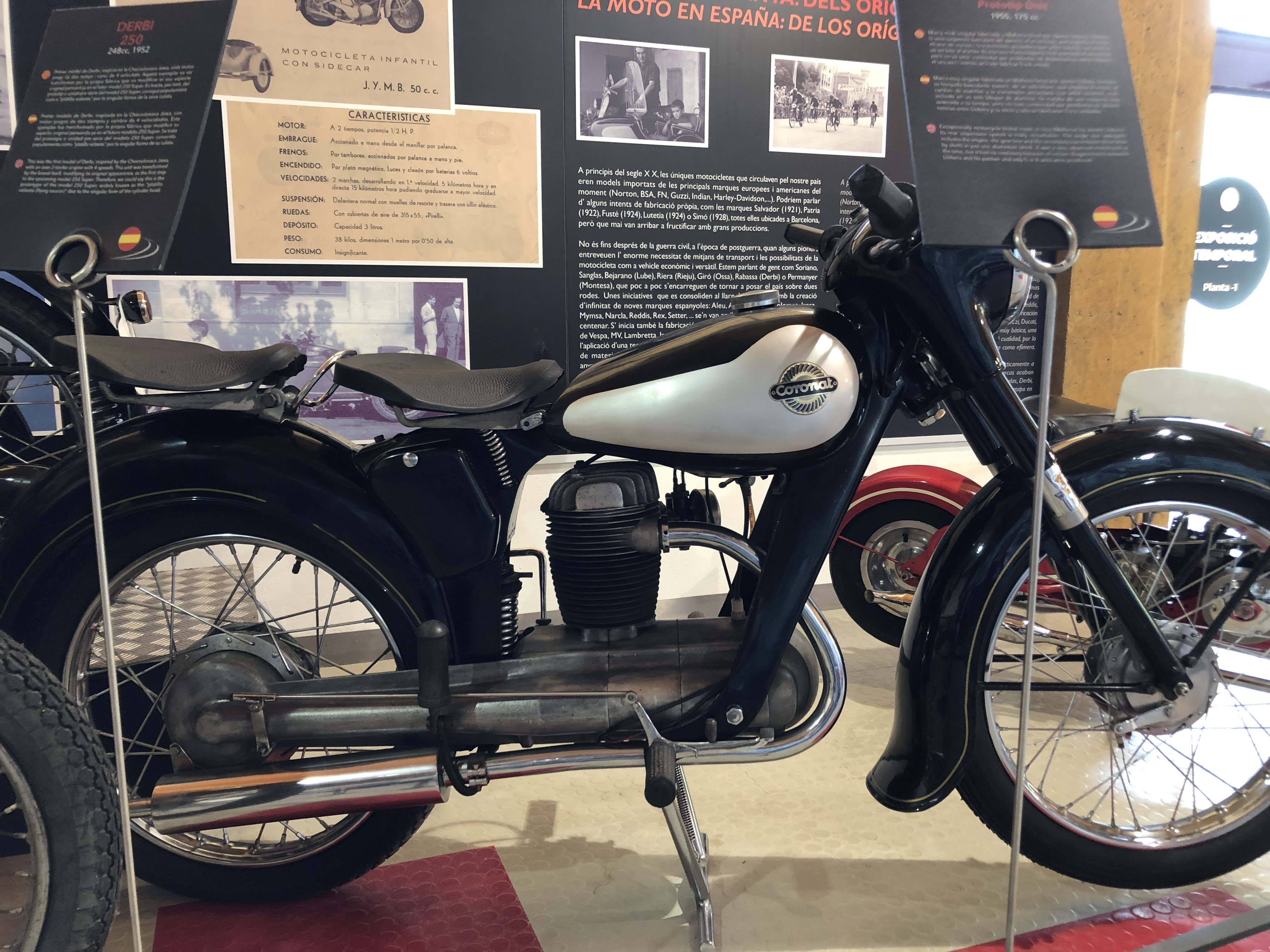
Una Coronat 200 cc de 1955

Les Coronat duien motor de quatre temps de 199,26 cc, (de carrera llarga amb 62 mm de diàmetre i 66 mm de carrera) amb transmissió secundària per arbre cardànic i un càrter molt original que tancava el conjunt motor-canvi-transmissió secundària, fent a més a més de basculant per a la suspensió posterior de tipus mono-amortidor. Es tractava d'una màquina molt avançada per a l'època i de factura excel·lent, però no tingué continuïtat per problemes de desavinences entre Llobera i el seu soci (només se n'arribaren a fabricar 5 o 6 unitats).